# 十字軍のロンバルディア人
『十字軍のロンバルディア人』（I Lombardi alla prima crociata）は、ジュゼッペ・ヴェルディが作曲した4作目のオペラ。全4幕。『イ・ロンバルディ』、『第一回十字軍のロンバルディア人』とも呼ばれている。

## 概要
バルトロメオ・メレッリの委嘱により作曲され、台本はトマッソ・グロッシの叙事詩『第一回十字軍のロンバルディア人』を基に、テミストークレ・ソレーラが脚色して完成させた。
1847年11月26日、ロワイエとヴァエーズがフランス語に訳して『エルサレム』に改訂し、オペラ座で上演されたものの、バッシがイタリア語に翻訳した『ジェルサレムメ』がスカラ座で1850年12月に披露された。これは後に舞台をフランスに変えてトゥールーズとパレスチナとされた。1851年1月にコンスタンティノープルでトンディが改作した『ジゼルダ』が上演された。
完成直後にミラノの枢機卿がオーストリアの司政官に訴えたため、司政官が警視総監にメレッリ、ソレーラ、ヴェルディの調査を命令し、彼らに出頭を要求したが、ヴェルディは「上演が無理なら作品を破るしかない」と言ったため、ミラノ市民の多くがヴェルディを支持した。警視総監の計らいにより、第1幕の「アヴェ・マリア」を「サルヴェ・マリア」に変更するのみで初演が許された。初演は1843年2月11日、スカラ座にて行われた。

## 楽器編成
ピッコロ、フルート、オーボエ2、クラリネット2、ファゴット2、ホルン4、トランペット2、トロンボーン3、バストロンボーン、ティンパニ、打楽器3、ハープ2、オルガン、弦五部、バンダ

## 演奏時間
約2時間20分

## 登場人物
- アルヴィーノ：ファルコの息子 テノール。
- パガーノ：ファルコの息子。バス。
- ヴィクリンダ：アルヴィーノの妻。ソプラノ。
- ジゼルダ：アルヴィーノの娘。ソプラノ。
- ピルロ：アルヴィーノの臣下。バス。
- プリオーレ：ミラノ市民。テノール。
- アッチャーノ：アンティオキア王。バス。
- ソフィア：アンティオキア王の妻。バス。
- オロンテ：アンティオキア王の息子。テノール。

## あらすじ
11世紀末に行われた第1回十字軍の聖地奪回を舞台に、兄弟が恋敵同士になったロンバルディアの貴族、そしてその娘とサラセン王子の恋の葛藤を扱っている。